# Omelmont
Omelmont ist eine französische Gemeinde mit 193 Einwohnern (Stand 1. Januar 2022) im Département Meurthe-et-Moselle in der Region Grand Est. Sie gehört zum Arrondissement Nancy und zum Gemeindeverband Pays du Saintois.

## Geografie
Die Gemeinde Omelmont liegt im Norden der Landschaft Saintois nahe dem unteren Brénon, sieben Kilometer vor dessen Mündung in den Madon und 22 Kilometer südlich von Nancy.
Das 4,68 km² umfassende Gemeindegebiet erstreckt sich von der rechten, baumbestandenen Uferterrasse des Flusses Brénon (der Flusslauf selbst liegt auf dem Gebiet der Nachbargemeinde Houdreville) bis zum nach Südosten hin sanft ansteigenden Plateau, das intensiv landwirtschaftlich genutzt wird. Außerhalb des Siedlungsgebietes, das sich hauptsächlich an der Straße Ceintrey-Vézelise entlangzieht, herrscht größtenteils Ackerland vor, lediglich im Nordwesten liegt ein weniger als 10 ha umfassendes Waldstück. Nachbargemeinden von Omelmont sind: Houdreville im Norden, Clérey-sur-Brenon im Nordosten, Gerbécourt-et-Haplemont im Südosten, Tantonville im Süden sowie Vézelise im Südwesten und Westen.

## Geschichte
Die Kirche in Omelmont stammt aus dem 18. Jahrhundert.

### Bevölkerungsentwicklung
| Jahr      | 1962 | 1968 | 1975 | 1982 | 1990 | 1999 | 2011 | 2021 |
| Einwohner | 137  | 139  | 129  | 145  | 183  | 168  | 176  | 191  |

Im Jahr 1806 wurde mit 222 Bewohnern die bisher höchste Einwohnerzahl ermittelt. Die Zahlen basieren auf den Daten von cassini.ehess und INSEE.

## Sehenswürdigkeiten
- Kirche St. Josef und St. Claudius mit einem Gemälde des Letzten Abendmahls – ein Geschenk Napoleons III.

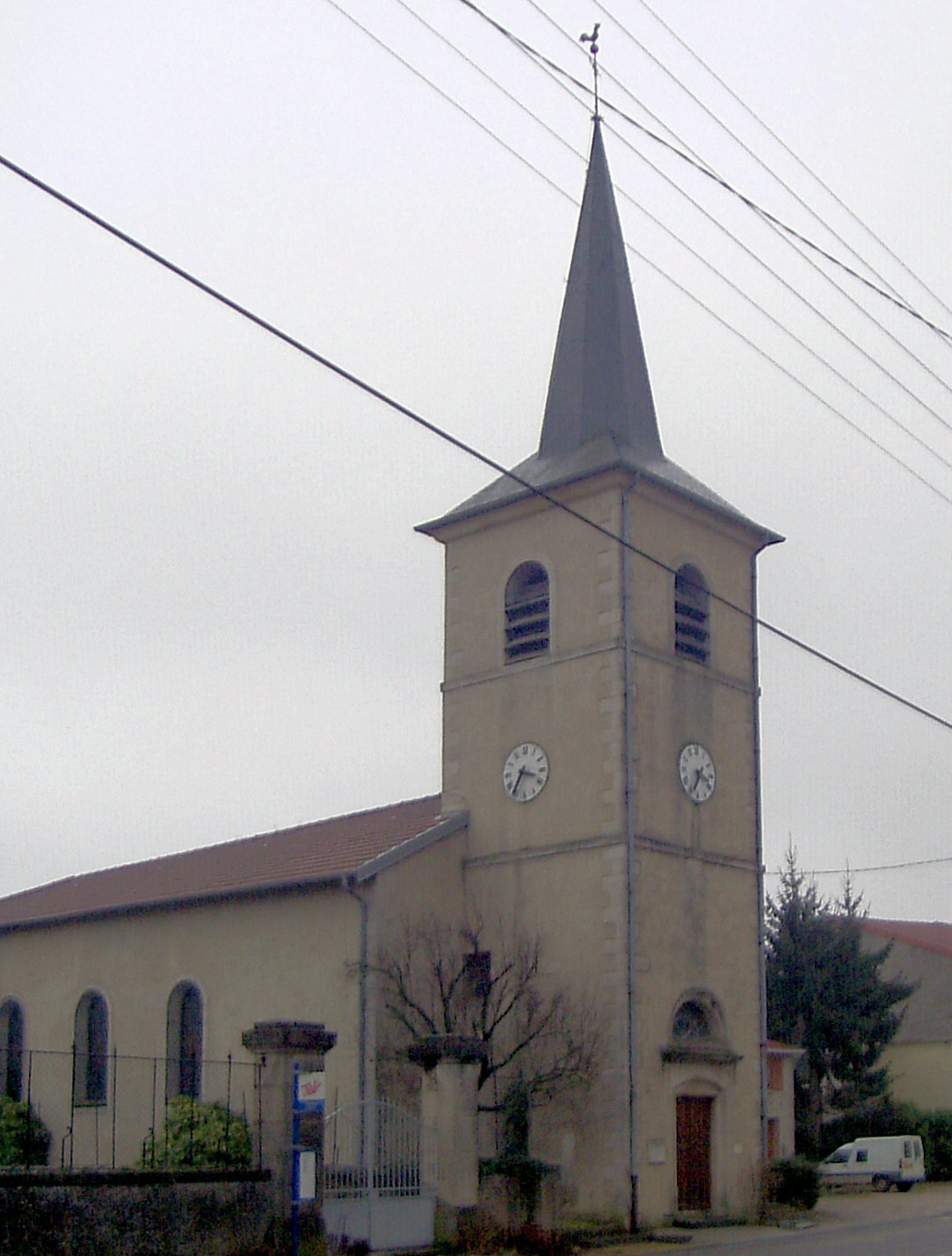
Kirche St. Josef und St. Claudius

- Lavoir

## Wirtschaft und Infrastruktur
Omelmont konnte seinen Charakter als Bauerndorf erhalten. In der Gemeinde sind fünf Landwirtschaftsbetriebe ansässig (Getreideanbau, Viehzucht).
Die Départementsstraße 5 von Ceintrey nach Vézelise durchquert Omelmont in Südwest-Nordost-Richtung. Eine weitere Straßenverbindung führt ins benachbarte Tantonville. An dieser liegt auf halbem Wege der Bahnhof Tantonville an der Bahnlinie Nancy–Mirecourt–Merrey, die vom Verkehrsunternehmen TER Grand Est betrieben wird.

## Belege
1. ↑  Omelmont auf cassini.ehess
2. ↑  Omelmont auf INSEE
3. ↑  Landwirtschaftsbetriebe auf annuaire-mairie.fr (französisch)